# Walter Radermacher

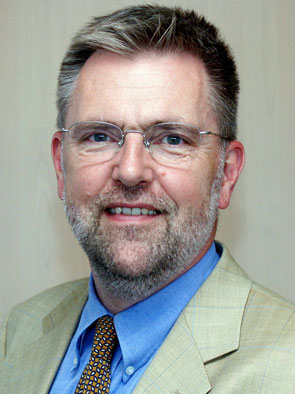
Walter Radermacher, 2007

Walter J. Radermacher (* 10. Juni 1952 in Walheim) ist ein deutscher Statistiker. Er war Präsident des Statistischen Bundesamtes, Bundeswahlleiter und Generaldirektor von Eurostat und ist Professor (hon.) an der Ludwig-Maximilians-Universität München.

## Leben
Nach Abschluss seines Studiums der Betriebswirtschaftslehre in Aachen und Münster trat Radermacher 1978 in das Statistische Bundesamt ein. Seine ersten Erfahrungen sammelte Radermacher in den Handelsstatistiken und vor allem bei der Planung und Durchführung der Handels- und Gaststättenzählung 1985, der ersten Großzählung in Deutschland nach dem Volkszählungsurteil von 1983. Anschließend war er mit der Implementierung moderner Geo-Informationssysteme in der amtlichen Statistik befasst. In den 1990er Jahren baute er die Umweltökonomischen Gesamtrechnungen (UGR) im Statistischen Bundesamt auf und verschaffte der deutschen UGR internationale Anerkennung.
Seit 1998 engagierte er sich – zunächst verantwortlich für den Bereich Organisation und von 2001 bis Mitte 2003 als Leiter der Verwaltung im Statistischen Bundesamt – für Verwaltungsmodernisierung, zum Beispiel durch Einführung eines modernen Qualitätsmanagementsystems, eines Personalentwicklungssystems und des Controllings. Ende 2003 wurde Walter Radermacher zum Vizepräsidenten des Statistischen Bundesamtes ernannt und im Dezember 2006 zum Präsidenten.
Als Präsident des Statistischen Bundesamts übernahm Radermacher für die Zeit der deutschen EU-Ratspräsidentschaft (1. Halbjahr 2007) auch den Vorsitz in der Ratsarbeitsgruppe Statistik. Bundesinnenminister Wolfgang Schäuble ernannte Radermacher während dessen Amtseinführung (18. Januar 2007) zudem mit Wirkung vom 19. Januar 2007 zum Bundeswahlleiter. Traditionell wird das Amt des Bundeswahlleiters vom jeweiligen Präsidenten des Statistischen Bundesamtes bekleidet.
Zum 1. August 2008 wurde Radermacher zum Generaldirektor von Eurostat ernannt. Er blieb bis Ende 2016 im Amt, in dem ihm 2018 Mariana Kotzeva folgte.
Von 2005 bis 2008 war er erster Vorsitzender des UN-Expertenausschusses für umweltökonomische Gesamtrechnung (UNCEEA) und von 2013 bis 2018 Mitglied der Hochrangigen Expertengruppe der OECD zur Messung der Wirtschaftsleistung und des sozialen Fortschritts.
Seit 2017 ist er Forscher am Institut für Statistikwissenschaften der Sapienza-Universität Rom, wo er 2019 promovierte und Präsident der Federation of European National Statistical Societies (FENStatS). Seit 2022 ist er Leiter des Advisory Board on Ethics des International Statistical Instituts (ISI) und Professor (hon.) am Statistikinstitut der Ludwig-Maximilians-Universität München. Seit Mai 2022 leitet er zudem die Kommission Zukunft Statistik (KomZS), die das Statistische Bundesamt bei seiner Programmplanung berät.
Radermacher ist Autor zahlreicher Veröffentlichungen auf dem Gebiet der Statistik und des Buches Official Statistics 4.0 – Verified Facts for People in the 21st Century. Er ist Honorary Fellow der Royal Statistical Society.